# Вакамацу, Кодзи
Кодзи Вакамацу (яп. 若松孝二 Вакамацу Ко:дзи, 1 апреля 1936 — 17 октября 2012) — японский режиссёр. Вакамацу называли «самым важным» режиссёром жанра «пинку эйга» и одним из ведущих режиссёров 1960-х годов.
В 2010 году фильм Кодзи Вакамацу «Гусеница» стал одним из номинантов 60-го Берлинского международного кинофестиваля.

## Биография
Родился 1 апреля 1936 года в посёлке Вакуя, входящем в уезде Тода префектуры Мияги. До начала работы на студию «Nikkatsu» в качестве режиссёра в 1963 году, работал строителем.
В период с 1963 по 1965 годы Вакамацу снял 20 эксплуатационных фильмов. В 1964 году после успеха картины Тэцудзи Такэти «Видение», начал снимать фильмы в жанре «пинку эйга». Вакамацу отправил свой фильм «Тайное действо за стенами» на 15-й Берлинский международный кинофестиваль ещё до того как японское агентство «Eirin» присвоило этому фильму рейтинг. Это привлекло внимание, поскольку жанр «пинку эйга», в котором был снят фильм, был популярен в Японии, но всё же считался «недостойным» экспорта за границу. Фильм был довольно благосклонно принят на фестивале, но «Nikkatsu», опасаясь негативных последствий для себя со стороны правительства, решило ограничить выпуск фильма внутри страны. После этого Вакамацу покинул «Nikkatsu», чтобы создать собственную кинокомпанию.
Независимые фильмы, снятые Вакамацу в 1960-х годах, хотя и имели низкий бюджет, но отличались качеством. Большинство фильмов Кодзи Вакамацу, снятых в этот период, состояли из смеси сексуального контента, крайней жесткости и политических мотивов. Часть критиков считала, что эти фильмы Вакамацу являются «провокацией» по отношению к правительству. Бюджет этих фильмов, как правило, не превосходил одного миллиона йен (на тот момент около 5 тысяч долларов), из-за этого в них минимально использовались спецэффекты. Большинство из фильмов Вакамацу, относящихся к этому периоду, были чёрно-белыми с редкими включениями цвета.
Первый фильм спродюсированный Вакамацу — «Эмбрион охотится тайно», он посвящён истории мужчины, который похищает женщину, подвергает её пыткам и сексуальному насилию, в конце ей удаётся сбежать и убить похитителя. Такие кинематографические особенности, как использование стоп-кадров, флэшбеков и ручная камера, а также то, что действие фильма происходит в двух комнатах и прилегающему к нему коридору, придаёт фильму тревожащую, клаустрофобическую атмосферу.
В 2010 году фильм Кодзи Вакамацу «Гусеница» стал одним из претендентов на премию «Золотой медведь» 60-го Берлинского международного кинофестиваля.
17 октября 2012 года Кодзи Вакамацу погиб под колёсами такси. Он шёл домой после обсуждения бюджета планирующегося фильма, посвящённого японскому ядерному лобби и японской компании TEPCO.